# François Masai
 (février 2011).
Pour les articles homonymes, voir Masai (homonymie).
François, Joseph, Gérard, Augustin, Pierre Masai, né le 19 octobre 1909 à Roux (près de Charleroi) et mort le 12 septembre 1979 à Schaerbeek (Bruxelles), est philologue, codicologue, historien de la philosophie et historien du monachisme chrétien belge.

## Biographie

### Études
François Masai suit l'enseignement primaire au petit séminaire de Bonne-Espérance et à Waudrez-lez-Binche. Il fait ses humanités à Charleroi (jusqu'à la 5e), puis à Binche, au Collège Notre-Dame de Bon Secours, de 1924 à 1928, où son professeur de la classe de rhétorique est l'abbé Victor Deschamps.
Il s'engage ensuite dans la vie religieuse en entrant au prieuré bénédictin d'Amay. Ce prieuré a été fondé et est dirigé par Dom Lambert Beauduin qui a œuvré pour l'union des Églises et a créé la revue œcuménique Irénikon. Il demande à ceux qu'il recrute d'étudier les langues (le grec et le russe), l'histoire, la théologie, la liturgie et les différents aspects culturels de la chrétienté séparée d'Orient. Le jeune Masai prononce des vœux solennels et avance dans la vie religieuse jusqu'à recevoir le sous-diaconat. De 1930 à 1934, il poursuit sa formation à Rome, au Collège Saint-Anselme (Pontificium Institutum Academicum Sancti Anselmi), où il rencontre Hans-Georg Beck et obtint une licence en philosophie thomiste. Il y bénéficie surtout de l'enseignement du professeur luxembourgeois Joseph Gredt (OSB) et suit, en supplément, des cours de langue hébraïque. Dans les champs de fouilles qu'il a alors l'occasion de fréquenter, son intérêt pour l'archéologie est éveillé par Enrico Josi. Il découvre aussi, en ces années d'études, les principales villes d'Italie et spécialement Florence. Pendant son séjour romain, le jeune homme a dû nourrir de sérieux doutes quant à sa vocation religieuse, car, peu après son retour en Belgique, le 10 octobre 1934, l'abbé Maurus Etcheverry (O.S.B.) signe, de Rome, un decretum executoriale qui le délie, à sa demande, de ses engagements religieux et l'autorise à retrouver la vie séculière.
Les intentions du jeune homme, confiées à un ancien confrère du monastère d’Amay (le Père Placide), dans une lettre du 12 septembre 1934, étaient alors les suivantes : « Je compte me rendre à Louvain pour y achever la philosophie et y faire les lettres anciennes qui me mettraient à même d'étudier la littérature chrétienne grecque et de faire quelques travaux utiles, en toute liberté d'esprit ». Masai entreprend alors, à l'Université catholique de Louvain, des études de philologie classique, mais n'y termine que sa première candidature (le 17 juillet 1934, avec distinction). Il y est notamment l'élève de Mgr Louis-Théophile Lefort, de Mgr Augustin Mansion et, en particulier, du chanoine Edmond Remy, latiniste, pour lequel il éprouve la plus grande estime. Par ailleurs, sa connaissance du monde byzantin le conduit à seconder Elie Denissoff, qui prépare alors sa thèse de doctorat sur Maxime le Grec et l'Occident. Contribution à l'histoire de la pensée religieuse et philosophique de Michel Tivolis (Paris - Louvain, Desclée de Brouwer, 1943). Malheureusement, l'obligation, devenue pressante, de subvenir lui-même à ses besoins l'empêche de continuer à suivre régulièrement les cours de l'UCL.
À partir du 15 décembre 1935, il occupe à Bruxelles le poste de surveillant de la Salle byzantine de la Bibliothèque royale de Belgique, qui émarge au budget du patrimoine de cette institution, et obtient du jury central, le 9 novembre 1936, le grade de candidat (avec distinction), puis, le 21 novembre 1938, le grade de licencié en philosophie et lettres (toujours avec distinction) en présentant un mémoire sur Gémiste Pléthon. L'œuvre de ce philosophe de la Renaissance ne cesse dès lors d'occuper le chercheur passionné qu'il est. C'est par une thèse intitulée Georges Gémiste Pléthon qu'il obtient, du Jury central encore, le 16 novembre 1939, le titre de docteur en philosophie et lettres (avec cette fois la plus grande distinction). Sa thèse annexe est ainsi libellée : « Le jugement de foi n'intervient pas dans la formation logique des Sciences Humaines, mais dans leur formation psychologique ». Elle témoigne clairement de l'évolution du jeune philosophe.

### Bibliothèque royale de Belgique
Le 16 décembre 1939, il est nommé stagiaire à la Bibliothèque royale de Belgique, où, le 31 décembre 1940, il devient bibliothécaire-bibliographe, après avoir obtenu le diplôme correspondant à ce titre. Attaché à la Section des Monnaies et des Médailles à partir du 10 février 1941, il étudie sans retard la numismatique, puis, le 13 avril 1942, passe au Cabinet des Manuscrits, où le conservateur, Frédéric Lyna, spécialiste réputé de l'histoire de l'enluminure, l'initie à cette discipline et lui confie l'examen des manuscrits les plus anciens du fonds bruxellois, ceux du haut Moyen Âge et de la période romaine. C'est là qu'en 1946, il est, avec Frédéric Lyna et Camille Gaspar, cofondateur de la revue Scriptorium, au destin de laquelle il  présidera jusqu'à sa mort. C'est là aussi qu'il conçoit son Essai sur les origines de la miniature dite irlandaise (Bruxelles, Éditions Erasme ; Anvers, Standaard-Boekhandel, 1947).
Les travaux qu'il a poursuivis lui permettent de devenir, le 11 mai 1945, agrégé de l'enseignement supérieur de l'Université de Liège, par la défense d'une thèse sur Pléthon et le platonisme de Mistra et une lecture sur La doctrine averroïste de la double vérité. Le 1er janvier 1952, il est promu conservateur adjoint avec mission de diriger le Cabinet des Manuscrits. Il est enfin promu, le 1er octobre 1957, conservateur du Cabinet des Manuscrits, fonction qu'il occupe jusqu'à la fin de l'année 1963. Lors du départ à la retraite du conservateur en chef, Marcel Hoc, il fait acte de candidature pour le remplacer (par une lettre du 19 mai 1955), mais le poste revient à Herman Liebaers.
C'est dans l'atmosphère studieuse de la Bibliothèque royale que Masai a l'occasion de fréquenter quelques savants dont l'influence fut décisive tant sur sa formation scientifique que sur son évolution philosophique. Citons Joseph Bidez, Jean-Baptiste Colbert de Beaulieu, Franz Cumont, Henri Grégoire, le numismate Paul Naster et l'historien Ernest Stein.

### Vie politique et voyages d'étude
Au lendemain de la guerre, dans le contexte du renouveau de la vie démocratique, Masai prend quelques engagements politiques. En février 1946, il sollicite l'autorisation de présenter sa candidature aux élections provinciales sur la liste centre-gauche Union démocratique belge. Il reste d'ailleurs toujours attentif à la vie politique et se montre particulièrement sensible aux intérêts de la Belgique francophone.
En 1949, il peut se rendre à la Bibliothèque nationale de France et à la Bibliothèque vaticane pour y étudier - ainsi qu'il le précise dans sa demande de congé « quelques manuscrits mérovingiens et insulaires, tels que le Barberini 570 et le Parisinus lat. 9389, afin de résoudre les problèmes de dates et de provenance posés par des manuscrits de Belgique, notamment le célèbre Bruxellensis 9850-52 et le fameux Evangéliaire de Maeseyck ». Il fait d'autres séjours d'étude à l'étranger, en particulier en octobre 1950, en 1954 et en 1956, visitant quelques grandes collections de manuscrits d'Angleterre (Londres et Oxford), de France (Paris et Dijon), d'Italie (Florence, Milan, Naples et Rome) et de Suisse (Berne et Zurich).
Il participe aussi à de nombreux congrès ou réunions scientifiques, où il représente la Bibliothèque royale de Belgique et apporte le fruit de ses propres recherches. Le 15 décembre 1953, le ministre le désigna comme délégué de la Belgique au sein du Comité international de Paléographie, qui se tient alors à Paris.

### Enseignement supérieur (Bruxelles, Lille)
En marge de ses tâches de conservateur des manuscrits, Masai est attiré par l'enseignement. le 13 avril 1961, l'Université libre de Bruxelles lui confie la charge du cours d'Histoire de la philosophie du Moyen Âge, puis de nombreux autres cours (Explication de termes philosophiques du Moyen Âge, Histoire de Byzance, Critique historique appliquée aux textes byzantins, Grec médiéval), le nommant comme professeur à temps plein dès janvier 1964 (moment où il obtient de la Bibliothèque royale sa mise en disponibilité).
Du 1er septembre 1962 au 31 août 1968, il est en outre employé par la Province de Brabant à Bruxelles, en qualité de chargé de cours à titre temporaire aux Cours provinciaux des Sciences de la bibliothèque et de la documentation. Le 1er juillet 1964, il démissionne de ses fonctions à la Bibliothèque royale, dont il devient conservateur honoraire. En 1965, à l'Université libre de Bruxelles, avec Charles Delvoye, Roland Mortier, Robert Joly et Henri Plard, il fonde l'Institut d'Histoire du Christianisme. De 1968 à 1970, il est également professeur associé à la Faculté des Lettres et Sciences humaines de l'Université de Lille.

### Décès
En 1969, lors d'un voyage de Lille à Bruxelles, il est blessé dans un accident de voiture et en 1972, il est victime d'un infarctus. Ces coups portés à sa santé l'obligent à se ménager quelque peu, mais ne l'empêchent pas de poursuivre inlassablement ses enseignements et ses recherches. Il meurt d'une tumeur cérébrale quelques mois avant la retraite, âgé de 69 ans, alors que ses amis et ses anciens élèves préparent en son honneur un volume de Miscellanea Codicologica. Il en a heureusement connaissance et peut lire les pages introductives consacrées à sa personne et à son œuvre (Bibliographie de François Masai et François Masai codicologue). Le 25 avril 1980, une cérémonie d'hommage posthume est célébrée dans les locaux de la Bibliothèque royale, au cours de laquelle prennent la parole Martin Wittek, conservateur en chef, Monique-Cécile Garand et Hubert Silvestre. À cette occasion, le volume de Miscellanea codicologica F.Masai dicata est offert à son épouse.

## Œuvres et disciplines

### Premiers travaux
Les premiers travaux de François Masai sont la traduction (en collaboration) de la Vie de notre Bienheureux Père S.Jean l'Ibère et de S.Euthyme, son fils, écrite par le pauvre Hiéromoine Georges (Irénikon, 6, 1929, p. 767-784 ; 7, 1930, p. 50-67, 181-196 et 448-460), ainsi que des recensions de livres de philosophie et de religion, publiées sous les initiales D.P.M. = Dom Paul Masai) dans la revue Irénikon dirigée par Dom Lambert Beauduin.

### La miniaturediteirlandaise
Son premier ouvrage, l'Essai sur les origines de la miniature dite irlandaise (1947) s'attache à démontrer que les principaux monuments de la miniature de style dit « irlandais » (non seulement le Livre de Lindisfarne, mais aussi le Livre de Durrow ne proviennent pas d'Irlande, comme on l'admet communément, mais de la Northumbrie. En présentant cette hypothèse audacieuse, Masai révèle ses facultés critiques ainsi que son goût pour les solutions inédites, et manifeste ses talents d'argumentateur, voire de polémiste.

### LePléthon
Mais le travail qui l'occupe de longues années et le conduit à sa pleine maturité sur Pléthon et le platonisme de Mistra (Paris, Les Belles Lettres, 1956, traduction italienne Pletone e il Platonismo di Mistra, Forli, Éd. Victrix, 2010), monographie sur le philosophe byzantin Georges Gémiste, dit Pléthon (1355-1452), restaurateur et propagateur du platonisme, qui enseigna dans la ville de Mistra (Péloponnèse) et prit part, en 1438, au Concile de Florence, où il exerça une forte influence sur les humanistes italiens. Le but annoncé de ce livre est de « faire connaître l'esprit propre et les doctrines du platonisme de Mistra, afin qu'il puisse être apprécié en lui-même et plus exactement situé, à la fois dans la tradition byzantine et dans les mouvements spirituels de son temps ». Masai observe que « le platonisme de Mistra peut se définir avec précision en peu de mots, car le philosophe qui l'organisa avait un extraordinaire besoin de logique. En fait, tout son système tient en une seule doctrine, celle des Idées séparées et dépend d'un seul principe, celui de la causalité ». Il en découle un déterminisme radical, un rationalisme intégral, une proclamation du primat de la raison sur la foi, un rejet du christianisme et une revalorisation du paganisme et particulièrement du polythéisme. Dans cette grande étude, fondée sur une connaissance approfondie des textes et des manuscrits qui les concernent, Masai affirme sa maîtrise des trois domaines fondamentaux dont il sent l'intime, nécessaire et permanente solidarité: la philosophie, la philologie et l'histoire politique des sociétés. Pas de pensée qui ne soit inscrite dans la réalité de l'histoire, qui ne soit exprimée dans un texte et qui ne soit véhiculée par le support matériel, artisanal ou artistique, des manuscrits. « On met peut-être trop de complaisance à contempler les systèmes philosophiques comme des constellations au "ciel des fixes", sans rapports avec les vicissitudes contingentes de notre monde sublunaire » (p. 14). Ce Pléthon est assurément un beau livre de synthèse, qui ne se limite pas à raviver la pensée du philosophe de Mistra, mais éclaire maints aspects du développement de la philosophie occidentale de la Renaissance et des Temps Modernes. Les travaux ultérieurs de Masai, apparemment si divers, trouvent leur unité dans l'esprit de cette étude fondatrice.

### L'historien
Historien, il l'est avant tout de Byzance et de l'Église (devenu titulaire, à l'Université libre de Bruxelles, du cours d'Histoire de Byzance et, à partir de 1963, du cours d'Histoire de l'Église pour les périodes de l'Antiquité et du haut Moyen Âge), mais ses horizons sont toujours largement européens. Rappelons ses principaux essais dans ce domaine La politique des Isauriens et la naissance de l'Europe, dans Byzantion, 33, 1963, p. 191-222 ; La notion de Renaissance. Équivoques et Malentendus, dans Revue belge d'archéologie et d'histoire de l'art, 35, 1965, p. 137-166 ; L'Église et le christianisme, dans Revue de l'Université de Bruxelles, n.s. 18, 1966, p. 238-263 ; L'Église et les origines de l'Europe, dans Revue de l'Université de Bruxelles, n.s. 4, 1971, p. 400-414.

### L'historien de la philosophie
En tant qu'historien de la philosophie (titulaire, à l'Université libre de Bruxelles, des cours d'Histoire de la philosophie du Moyen Âge et d'Explication de termes philosophiques du Moyen Âge), Masai concentre son attention sur les questions qui touchent aux liens de la philosophie avec la religion, essentiels déjà dans l'œuvre, si profondément étudiée par lui, de Pléthon. Dans ses cours universitaires, il traite fréquemment de la question de l'immortalité de l'âme, avec une attention particulière pour les interprétations de De anima d'Aristote.
Parmi ses essais d'histoire de la philosophie, il convient de citer: Le problème des influences byzantines sur le platonisme italien de la Renaissance, dans Lettres d'Humanité, Paris, déc.1953, p. 82-90 ; Platonisme et christianisme au XVe siècle, dans Revue de l'Université de Bruxelles, 1958, p. 1-21 ; Libre pensée et pensée serve au Moyen Âge, dans Revue de l'Université de Bruxelles, 1960, p. 326-346 ; Les conversions de Saint-Augustin et les débuts du spiritualisme en Occident, dans Le Moyen Âge', 67, 1961, p.1-40 ; Les controverses sur la philosophie chrétienne. Remarques historiques et critiques (La théorie de l'argumentation. Perspectives et applications), dans Logique et analyse, n.s.VI, déc.1963, p.491-539 ; Pléthon, l'averroïsme et le problème religieux, dans Le Néoplatonisme (Royaumont, 9-13 juin 1969), Paris, Éditions du CNRS, 1971, p.435-446 ; Renaissance platonicienne et controverses trinitaires à Byzance au XVe siècle, dans Platon et Aristote à la Renaissance, Paris, J.Vrin, 1976, p.25-43 ; Continuité romaine et réveil évangélique aux origines de la chrétienté médiévale, dans Revue de l'Université de Bruxelles, 1977, p. 16-43.

### Le codicologue
Codicologue, Masai a le mérite de faire œuvre de pionnier. Son intérêt pour les manuscrits, résultat de ses recherches sur les textes de Pléthon autant que de ses fonctions de bibliothécaire, le rend spécialement attentif aux travaux d'Alphonse Dain et de Charles Samaran, fondateurs de la codicologie. Son apport à cette jeune discipline est considérable. Outre de nombres travaux consacrés à des manuscrits particuliers (parmi lesquels l'Essai sur les origines de la miniature dite irlandaise, déjà cité, et les articles Miniature mosane ou miniature saxonne ? À propos du sacramentaire de Wibald de Stavelot (Bruxelles B.R. 2034-35), dans Scriptorium, 13, 1959, p.22-26, et Les manuscrits à peintures de Sambre et Meuse aux XIe et XIIe siècles. Pour une critique d'origine plus méthodique, dans Cahiers de civilisation médiévale, 1960, p.169-189), il faut rappeler des écrits de caractère méthodologique tels que Principes et conventions de l'édition diplomatique, dans Scriptorium, 4, 1950, p.279-293 ; La paléographie gréco-latine, ses tâches, ses méthodes, dans Scriptorium, 10, 1956, p.281-30 2; Le problème des catalogues de manuscrits médiévaux, dans Bulletin des bibliothèques de France, 8, 1963, p.1-10 ; Paléographie et expertise des écritures médiévales, dans Miscelanea de estudios dedicados al Profesor Antonio Marin Ocete, Granada, Universidad, 1974, p. 661-667).
Il faut aussi souligner ici l'initiative, prise avec Camille Gaspar et Frédéric Lyna, de créer, en 1946, la revue Scriptorium ("Revue internationale des études relatives aux manuscrits"), pour laquelle il obtient, en 1966, la collaboration de l'Institut de Recherche et d'Histoire des Textes de Paris), puis la collection des Publications de Scriptorium, et enfin, en 1959, avec la collaboration de Martin Wittek, le Bulletin codicologique, qu'il attache à Scriptorium et qu'il soutient en fondant, en 1967, avec l'aide de Georges Despy, d'Eugène Manning, de Mgr José Ruysschaert et d'Hubert Silvestre, le "Centre de codicologie" (devenu dès 1979 le "Centre international de codicologie"). Par ailleurs, il est, à la Bibliothèque royale, l'un des fondateurs du "Centre belge d'archéologie et d'histoire du livre" et l'un des promoteurs des catalogues de Manuscrits datés conservés en Belgique, dont, avec Martin Wittek, il assure la publication des premiers volumes (parus en 1968 et 1972). Ses encouragements et ses conseils stimulent aussi les recherches codicologiques de Léon J.J.Delaissé, de Pierre Cockshaw et de beaucoup d'autres chercheurs, mais particulièrement de Léon Gilissen, qu'il associa à sa publication du Lectionarium sancti Lamberti Leodiensis tempore Stephani episcopi paratum (901-920). Codex bruxellensis 14650-59 (Amsterdam, North-Holland Publishing Company, 1963. Umbrae codicum occidentalium, VIII).

### Le philologue
Mais le talent principal de Masai est probablement celui de philologue. Son regard remarquablement pénétrant sur les textes, sa minutie particulièrement rigoureuse dans l'analyse, n'ont d'égale que la force de son questionnement herméneutique. En effet, en tant qu'exégète il se montre fidèle à la plus grande tradition critique. Ses recherches ont concerné d'abord le domaine byzantin. En assumant, en 1963, les cours d'Histoire de Byzance, de Critique historique appliquée aux textes byzantins et de Grec médiéval, il a suscité, comme le déclare A.Leroy-Molinghen, une « résurrection du byzantinisme à l'Université de Bruxelles », après une éclipse d'une dizaine d'années consécutive à l'accession à l'éméritat d'Henri Grégoire. Mais ses recherches philologiques les plus originales sont assurément, outre celles qui concernent Pléthon, celles qui portent sur la Regula Magistri, cette règle monastique dont on a cru longtemps qu'elle dépendait de celle de Saint Benoît, alors qu'elle en serait au contraire l'une des sources principales. Masai considère le texte de cette Règle comme composite et travaille à en distinguer les différents états, se trouvant, sur cette question philologique, en désaccord avec Dom Adalbert de Vogüé, auteur de sa première édition critique. On doit à Masai l'édition diplomatique des deux principaux témoins (réalisée avec la collaboration de Dom Hubert Vanderhoven et de P.B.Corbett : Aux sources du monachisme bénédictin, t.1: La Règle du Maître. Édition diplomatique des manuscrits latins 12205 et 12635 de Paris, Bruxelles - Paris, 1953. Les Publications de Scriptorium, 3), édition qui reste un modèle du genre.

### L'historien du monachisme occidental
Les questions posées par le texte de cette Regula l'amènent à entreprendre de larges enquêtes sur les foyers les plus anciens du monachisme occidental. Ses nombreuses études dans ce domaine s'inscrivent dans le projet d'un grand ouvrage — non réalisé, malheureusement — sur les origines du monachisme occidental : 
- La Règle de S.Benoît et la "Regula Magistri", dans Latomus, 6.1947, p. 207-229
- Cassiodore peut-il être l'autre de la "Regula Magistri ?", dans Scriptorium, 2, 1948, p. 292-296
- Le ch.XXXI de S.Benoît et sa source, la 2e édition de la "Regula Magistri", dans Studi e materiali di storia delle religioni, 38, 1967, p. 350-395
- Recherches sur les manuscrits et les états de la "Regula Monasteriorum" (recherches menées avec la collaboration de R.P. Eugène Manning), dans Scriptorium, 20, 1066, p. 193-214 ; 21, 1967, p. 205-226 ; 22, 1968, p. 3-19 ; 23, 1969, p. 393-433
- L'édition de Vogüé et les éditions antiques de la Règle du Maître, dans Latomus, 26? 1967, p. 506-507
- La "Vita Patrum Jurensium" et les débuts du monachisme à Saint-Maurice d'Agaune, dans Festschrift Bernhard Bishoff, Stuttgart, A.Hiersemann, 1971, p. 43-69
- Une source insoupçonnée de la "Regula Benedicti": la "Vita patrum iurensium", dans Latomus, 1976, p. 252-263
- Recherches sur les règles de S.Oyend et de S.Benoît, dans Regulae Benedicti Studia Annuarium Internationale, 5, Hildesheim, Gerstenberg Verlag, 1976, p. 43-73

C'est au cœur des textes qu'il met en lumière la rencontre de la pensée avec l'histoire et de la philosophie avec la religion ; d'où l'importance qu'il attache aux écrits, à leur genèse, à leur transmission et à leur interprétation. Le philologue informe en lui le philosophe, sans jamais quitter le champ de l'historien.

### Le chercheur
Chercheur passionné, esprit s'élevant avec aisance du détail concret à la pensée la plus abstraite et de l'instant présent à la durée de l'histoire, questionneur des méthodes, éveilleur d'enthousiasme et maître généreux dans la communication et des connaissances et de ses réflexions : tel restera François Masai dans le souvenir et la reconnaissance de ceux qui ont eu le privilège de le fréquenter et de l'entendre. Ainsi le prouve le témoignage d'Hubert Silvestre « Parfois hardi dans ses hypothèses et un peu vif dans la controverse, François Masai n'avait rien d'un doctrinaire buté et il savait admettre s'être trompé. Pour atteindre rigueur et exhaustivité, il ne reculait devant aucune tâche, fût-elle humble ou fastidieuse. Il a signé plus de 3 000 notices bibliographiques dans Scriptorium, outre quelque 300 comptes rendus critiques. Il avait conscience de l'importance de l'érudition, mais celle-ci n'était pas pour lui une fin en soi : il était capable de la transcender et d'accorder une attention privilégiée à l'homme et aux problèmes de sa destinée. Sa conversation était captivante. Il accédait aisément aux idées générales, il avait le don de l'expression claire et son savoir était encyclopédique. D'un naturel chaleureux, il manifestait pour les jeunes érudits méritants un dévouement sans limite. Ce fut un des traits les plus attachants de sa belle et riche personnalité. »

## Famille
Ses recherches généalogiques ont conduit François Masai à conclure que sa famille descendait de "Jean, seigneur des Masuirs", qui vécut à Auffe (Rochefort) et mourut en 1589. Masai épouse le 4 octobre 1944 Renée Kollmeyer (1920-1961), licenciée en philosophie et lettres, qui fut la collaboratrice de ses travaux érudits et dont il a trois enfants, Françoise née le 10 décembre 1946, Paule née le 3 mars 1948 et Pierre né le 10 juillet 1958. Veuf, il épouse en secondes noces le 23 avril 1962 Maria Holtappel (1932-2009), qui est également sa collaboratrice, spécialement pour la préparation du Bulletin codicologique. La sœur de Maria, Germaine, est aussi sa collaboratrice.

## Institutions
François Masai a été membre de nombreuses institutions ou sociétés savantes, dont les principales sont le Comité international de paléographie, le Comité de direction des Regulae Benedicti Studia (Hildesheim), le Comité de direction de la revue Byzantion, la Société des Sciences d'Athènes (membre d'honneur, 13 mars 1957), le Comité de l'Académie royale de Belgique pour l'étude de la latinité médiévale, le Comité international de Mediaeval and Renaissance Latin Translations and Commentaries, la Société de philosophie et l'Académie royale d'archéologie (membre titulaire, 17 mai 1951).

## Décorations
Il a été décoré de la médaille commémorative de la Guerre 1940-1945 (1er juin 1949), de la médaille de la Résistance (21 octobre 1949), de la médaille de Chevalier de l'ordre de Léopold (15 novembre 1954), de la médaille de Grand Officier de l'ordre de Léopold II (8 avril 1971), de la médaille de Grand Officier de l'ordre de la Couronne (8 avril 1977)  et de la médaille de l'Union des Services de Renseignement et d'Action pour une action dans la Résistance pendant la seconde guerre mondiale (10 décembre 1977). Il a été lauréat du Prix Kreglinger.